# Parafulvius
Parafulvius is een geslacht van wantsen uit de familie van de Miridae (Blindwantsen). Het geslacht werd voor het eerst wetenschappelijk beschreven door José Cândido de Melo Carvalho in 1954.

## Soorten
Het genus bevat de volgende soorten:

- Parafulvius amazonicus Carvalho & Wallerstein, 1978
- Parafulvius amblytyloides Carvalho, 1954
- Parafulvius fasciatus Carvalho & Maldonado, 1973
- Parafulvius henryi Costa & Couturier, 2000